# Edwin Raúl Vanegas Cuervo
Edwin Raúl Vanegas Cuervo (ur. 21 maja 1975 w Bogocie) – kolumbijski duchowny katolicki, biskup pomocniczy Bogoty od 2024.

## Życiorys

### Prezbiterat
Święcenia kapłańskie otrzymał 4 grudnia 1999 i został inkardynowany do archidiecezji Bogota. Przez kilka lat pracował jako duszpasterz parafialny, a w 2005 został członkiem archidiecezjalnej grupy ds. duszpasterstwa powołań. W latach 2009–2018 był wychowawcą w bogotańskim seminarium, zaś w latach 2018–2024 był jego rektorem. W 2024 został mianowany wikariuszem biskupim dla Wikariatu św. Józefa.

### Episkopat
29 czerwca 2024 papież Franciszek mianował go biskupem pomocniczym archidiecezji Bogota ze stolicą tytularną Mazaca. Sakry udzielił mu 3 sierpnia 2024 kardynał Luis José Rueda Aparicio.